# Una culla per cinque
Una culla per cinque (Quints) è un film per la televisione del 2000 con protagonista Kimberly J. Brown.

## Trama
Jamie è un'adolescente alle prese con i soliti problemi della sua età e che è ossessionata dalla continua ed eccessiva attenzione nei suoi confronti da parte dei genitori. Le cose però stanno per cambiare: sua mamma infatti sta per partorire ben cinque gemelli. Ma le cose non andranno come previsto!

## Cast
- Kimberly J. Brown - Jamie Grover
- Daniel Roebuck - Jim Grover
- Elizabeth Morehead - Nancy Grover
- Shadia Simmons - Zoe
- Jake Epstein - Brad
- Robin Duke - Fiona
- Don Knotts - Governor
- Vincent Corazza - Albert